# Carlyle Group
The Carlyle Group är ett investmentbolag med huvudkontor i Washington, D.C. som globalt förvaltar 91,5 miljarder dollar.
Bolaget investerar i alla industrier, bland annat Dunkin Donuts, Hertz, Qinetic, United Defense och svenska Bredbandsbolaget och Com Hem. Bredbandsbolaget såldes till Telenor 2005. Bolaget är kritiserat för sina investeringar i vapenindustrin.
George W. Bush och Donald Rumsfeld är båda före detta anställda. Bland annat var familjen bin Laden investerare före 11 september 2001 men sålde tillgångarna en tid efter attacken.